# BMW R 24

BMW R 24, Bj. 1949

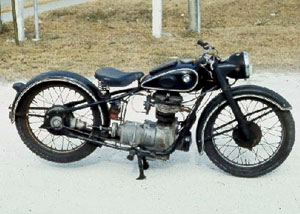
BMW R 24

Das im Jahr 1948 erschienene Modell R 24 war das erste Nachkriegsmodell der Einzylinderserie, ein fast unverändertes Nachfolgemodell der R 23.

## Geschichte
Nach dem Zweiten Weltkrieg hatte BMW in München keine Konstruktionszeichnungen des Vorkriegsmodells BMW R 23 – die Motorradproduktion war 1942 nach Eisenach ausgelagert worden. Daraufhin zerlegte und vermaß man eine R 23 bis zur letzten Schraube und stellte so bis zum Sommer 1947 die Konstruktionszeichnungen zusammen.
Am 11. März 1948 stellte BMW die R 24 auf dem  18. Salon International Automobile et Moto Cycle in Genf vor; allerdings konnte BMW noch keine Aussage zum Produktionsbeginn machen.

„Leider kann die ansprechende Maschine, infolge der BMW auferlegten Reparationsverpflichtungen, noch nicht geliefert werden. Die Firma hofft jedoch, nach Wiederbeschaffung des notwendigen Maschinenparks, mit der Lieferung Anfang/Mitte des kommenden Jahres [1949] einsetzen zu können.“

BMW schaffte es doch noch 1948, die Serienproduktion aufzunehmen. Am 14. Dezember 1948 wurde das erste Motorrad gefertigt, im Mai 1949 lief schon die 1000. R 24 vom Band.
Insgesamt stellte BMW 12.020 R 24 her, bis das Motorrad im Mai 1950 durch die BMW R 25 abgelöst wurde.

## Technik

### Motor
Der Motor mit hängenden Ventilen (OHV-Ventilsteuerung) im voll gekapselten Ventiltrieb leistete 12 PS.

### Antrieb
Die R 24 hatte ein hand- oder fußschaltbares Vierganggetriebe mit Antriebswelle auf der rechten Seite des ungefederten Hinterrades.
BMW bezeichnete die Kraftübertragung vom Getriebe zum Hinterrad als „Kardanantrieb“, die Antriebswelle als „Kardanwelle“ und das Getriebegehäuse am Hinterrad als „Kardangehäuse“ – technisch richtig war es lediglich ein Wellenantrieb des Hinterrades, da es keine Kardangelenke gab.

### Fahrwerk
Das Fahrwerk ist ein Stahlrohrrahmen ohne Hinterradfederung. Das Vorderrad hat eine Führung mit Teleskopgabel.

## Technische Daten
| Kenngröße             | Daten der R 24                                                              |
| --------------------- | --------------------------------------------------------------------------- |
| Motor                 | Einzylinder, 4-Takt luftgekühlt                                             |
| Steuerung             | 2-Ventil-Überkopfverteilung                                                 |
| Bohrung               | 68 mm                                                                       |
| Hub                   | 68 mm                                                                       |
| Hubraum               | 247 cm³                                                                     |
| Gemischaufbereitung   | Bing-Vergaser ∅ 22 mm                                                       |
| Leistung              | 12 PS (9 kW) bei 5600 min−1                                                 |
| Antrieb               | Einscheiben-Trockenkupplung / 4-Ganggetriebe / Fußschaltung / Wellenantrieb |
| Fahrwerk              | Geschraubter Rohrrahmen / Teleskopgabel / starre Hinterradschwinge          |
| Bremsen               | Vorne u. hinten Trommelbremsen ∅ 160 mm                                     |
| Räder                 | 19 x 3.00                                                                   |
| Höchstgeschwindigkeit | 95 km/h                                                                     |
| Leergewicht           | 130 kg                                                                      |
| Gesamtgewicht         | 290 kg                                                                      |
| Tankinhalt            | 12 L                                                                        |